# Општина Лог-Драгомер
Општина Лог-Драгомер (словен. Log-Dragomer) је једна од општина Средњесловенска регија у држави Словенији. Седишта општине су градићи Лог при Брезовици и Драгомер.

## Природне одлике
Рељеф: Општина Лог при Брезовици налази се у средишњем делу државе и обухвата подручје непосредно западно од Љубљане. Општина се на југу граничи са Љубљанским барјем, а на северу почиње горје.
Клима: У општини влада умерено континентална клима.
Воде: Једина значајна вода у општини је Љубљанско барје.

## Становништво
Општина Лог при Брезовици је веома густо насељена.

## Насеља општине
- Драгомер
- Лог при Брезовици
- Луковица при Брезовици